# Thane Alexander Campbell
Thane Alexander Campbell (né le 7 juillet 1895, décédé le 28 septembre 1978) est un homme politique canadien qui fut Premier ministre de la province de l'Île-du-Prince-Édouard de 1936 à 1943.

## Biographie

### Jeunesse et études
Le fils de Alexander et Clara (Muttart) Campbell, Campbell fut instruit à l'école publique de Summerside et au Collège Prince of Wales. Il obtint un baccalauréat universitaire ès lettres de l'Université Saint Dunstan et une maîtrise universitaire ès lettres de l'Université Dalhousie. Un boursier Rhodes, il reçut une maîtrise universitaire ès lettres du Corpus Christi College de l'université d'Oxford. Revenant à l'Île-du-Prince-Édouard en 1922, il fait son droit avec A. C. Saunders à Summerside.

### Carrière politique
Campbell se présentât pour la première fois pour un siège dans l'Assemblée législative de l'Île-du-Prince-Édouard dans une élection partielle en 1930 comme le candidat libéral dans 2e Prince mais il perdit. En 1930, il fut nommé comme procureur général de l'Île-du-Prince-Édouard.
Thane Alexander Campbell est élu pour la première fois en 1931 en tant que député à l'assemblée provinciale pour 1er Prince. Il rejoint alors l'opposition au sein du Parti libéral de l'Île-du-Prince-Édouard. Les libéraux remportent les élections en 1935 et Campbell devient procureur général de la province. Quand le Premier Ministre Walter Maxfield Lea meurt en 1936, Campbell devient à son tour Premier ministre. Son gouvernement organise la police provinciale, fait voter la première loi de la province sur le service public et crée un parc national. À la suite du déclenchement de la Seconde Guerre mondiale, le gouvernement de Thane Alexander Campbell s'engage résolument dans l'organisation de la Province pour faire face à l'effort de guerre.

### Carrière judiciaire
En 1943, Campbell abandonne la politique pour prendre la tête de la Cour suprême de la province et en 1970 il prend la tête de la Foreign Claims Commission.
En tant que président de la Cour suprême de l'Île du Prince Édouard, il a le plaisir de recevoir le serment de son fils, Alex Campbell, comme Premier ministre de la province en 1966.

## Curling
Un joueur de curling, il est membre du Summerside Curling Club en 1928. Il était président de la PEI Curling Association en 1936. Il fut président de la Dominion Curling Association de 1941 à 1942. En 2007, il fut intronisé dans le temple de la renommée du curling et du musée de l'Île-du-Prince-Édouard. En 1974, il fut intronisé dans le Canadian Curling Hall of Fame dans la catégorie des bâtisseurs.

## Honneurs
En 1973 il devient compagnon de l'Ordre du Canada.

## Famille
Il s'est marié avec Cecilia Bradshaw (1906–1968), le 28 février 1930. Ils ont eu 4 enfants : Virginia, Alex, Harriet et J. Melville.